# Manuel Baldizón

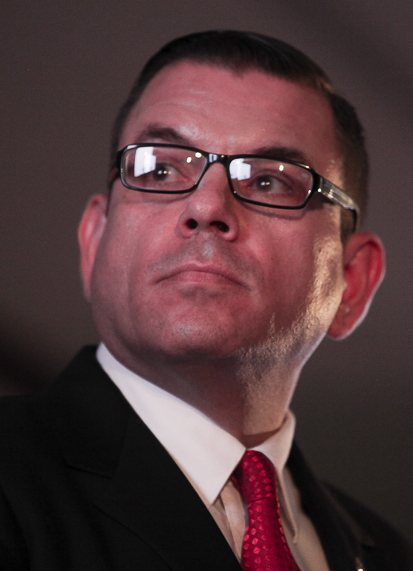

Manuel Antonio Baldizón Méndez (Flores, 6 de maio de 1970) é um político, advogado e empresário hoteleiro da Guatemala. Foi candidato à presidência pelo partido partido político Libertad Democrática Renovada (Líder) em duas ocasiões: nas eleições de 2011 e nas de 2015. Na primeira perdeu no segundo turno para o general Otto Pérez Molina que conquistou a presidência em 2011, enquanto que na segunda ocasião terminou em terceiro lugar, atrás de Jimmy Morales e Sandra Torres. Foi fundador e secretário-geral do partido Libertad Democrática Renovada.
Em 20 de janeiro de 2018, foi preso nos Estados Unidos, quando foi acusado de aceitar propina da Odebrecht. 